# Никанор Слона
Никанор (на старогръцки: Νικάνωρ, Nikanōr) по прозвище „Слона“, е генерал на Филип V Македонски през 3 век пр.н.е.
Сили под командването на Никанор Слона нахлуват в Атика малко преди избухването на Втората македонска война, която се води между Филип V и Римската република. След като прекарват известно време в Атика, Никанор и командваните от него войски са принудени да се оттеглят след протести на римския посланик в Атина.
Името му се споменава отново през 197 пр.н.е. по време на битката при Киноскефала, където той командва ариергарда на армията на Филип V.